# Pyrrosia davidii
Pyrrosia davidii är en stensöteväxtart som först beskrevs av John Gilbert Baker och som fick sitt nu gällande namn av Ren-Chang Ching.
Pyrrosia davidii ingår i släktet Pyrrosia och familjen Polypodiaceae. Inga underarter finns listade i catalogue of Life.